# Opere e poetica del Marchese de Sade
(Donatien-Alphonse-François de Sade)

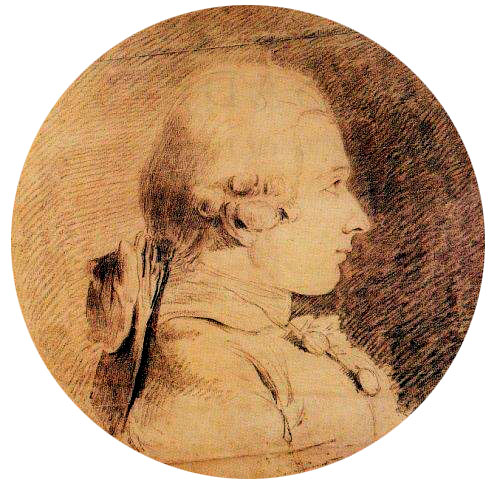
Ritratto del Marchese de Sade (1760 circa) ad opera di Charles-Amédée-Philippe van Loo

Alla base di tutte le opere e della poetica del "Marchese de Sade" vi è un'idea estrema di concepire la realtà; l'autore, per distinguersi ed allontanarsi sempre più dalla morale religiosa convenzionale, dall'idea di convivenza civile e sistema sociale condiviso, imposta un edificio filosofico in cui i suoi fondamenti e colonne portanti sono l'ateismo, il nichilismo e il libertinaggio più esagerato.
Scrittore prolifico, al limite dell'ossessivo, di romanzi e racconti, drammi teatrali e saggi filosofici, viene considerato anche uno degli esponenti dell'Illuminismo più radicale. L'eroe protagonista qui è sempre un anti-eroe, che si macchia dei delitti più spaventosi, per poi giustificare intellettualmente le proprie azioni; il tutto per ribaltare i valori comuni di virtù e vizio, dando al primo una connotazione eminentemente negativa, mentre al secondo una forza trionfante derivatagli dal suo esser conforme alla realtà del mondo naturale. Sade si difese pubblicamente sostenendo di essere uno scrittore realista e a suo modo "morale":
(Marchese de Sade, Aline e Valcour - Ventitreesima lettera: Déterville a Valcour)
Per tutto il XIX secolo e il primo XX secolo influenzò più o meno direttamente romanzieri e poeti, come Gustave Flaubert, Fëdor Dostoevskij, Algernon Swinburne, Arthur Rimbaud e i decadenti (Baudelaire, Barbey d'Aurevilly, Huysmans, Wilde, ecc.), Victor Hugo, Mary Shelley, Pierre Louÿs, George Sand, i surrealisti e Guillaume Apollinaire: quest'ultimo lo definì come "lo spirito più libero che sia mai esistito". Il caposcuola del surrealismo André Breton lo proclamò "Divin Marchese" in riferimento al "Divin Aretino", il primo autore erotico dell'epoca moderna (XVI secolo). Un'influenza sadiana è rilevante anche in filosofi come Max Stirner, sulla psicoanalisi teorica di Freud, su innumerevoli autori e artisti successivi (ad esempio Pier Paolo Pasolini) e, secondo Georges Bataille e altri studiosi, anche Friedrich Nietzsche potrebbe aver subito l'influenza filosofica di Sade.
Dopo la morte tutti i suoi lavori sono stati inclusi nell'Indice dei libri proibiti della Chiesa cattolica. Napoleone Bonaparte in Il Memoriale di Sant'Elena definisce il romanzo sadiano La nuova Justine come "il libro più abominevole generato dalla fantasia più depravata". Il suo nome stesso, d'altra parte, è all'origine del termine sadismo, indicante l'eccitazione sessuale prodotta da atti di crudeltà compiuti su un'altra persona, influenzando il moderno immaginario del sadomasochismo.

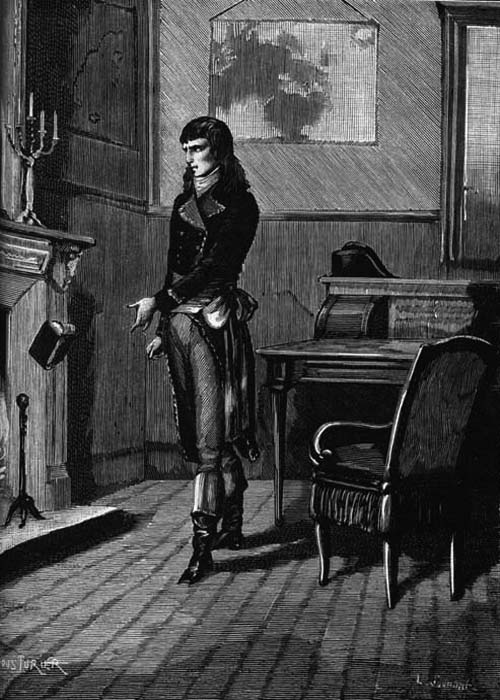
Napoleone getta nel fuoco un libro di Sade. 1885, (incisione attribuita a P. Cousturier)

## Presentazione
(Sade, Aline e Valcour)
Secondo la filosofa francese di matrice femminista Simone de Beauvoir "le anomalie sadiane assumono un loro valore specifico nel momento in cui, invece di considerarle come un qualcosa d'imposto per natura, l'autore si propone d'elaborarle in un sistema col proposito specifico di rivendicarne la bontà". Nel suo saggio intitolato Bruciare Sade? parte da un approccio che lega la personalità di de Sade alla sua opera: egli orientò le sue particolarità psicofisiologiche in direzione di una determinata 'morale alternativa' e plasmò ostinatamente queste sue singolarità fino a concludere col considerarle intime alla condizione umana generale. La questione che si pone è: è possibile senza rinnegare la propria individualità soddisfare le aspirazioni più universali, oppure è solamente attraverso il sacrificio delle 'differenze' che può riuscire l'integrazione dentro la collettività.
Secondo lo studio della Beauvoir fin dalla gioventù la sua personalità mostrò una certa predisposizione al cambiamento continuo e alla sperimentazione di nuove situazioni in quanto, nonostante le posizioni di rilievo ricoperte nell'esercito e le occupazioni privata, non era in fin dei conti mai soddisfatto; la precoce frequentazione dei bordelli gli ha poi introiettato il desiderio di scatenare tutte le più inconfessabili fantasie. Per la filosofa, poi "le pratiche sessuali dell'aristocrazia del tempo includevano situazioni molto più imbarazzanti di quelle per cui è stato processato Sade".
Ma al di fuori delle mura della sua petit maison Sade s'è sempre caratterizzato come persona dal carattere cordiale e un buon conversatore; i dati conservati circa la sua personalità rivelerebbero allora il comportamento tipico d'un uomo timido, timoroso degli altri e anche della stessa realtà che lo circonda. Si sente, almeno in parte, un isolato e disadattato, ed è ciò che gli ha fatto scegliere l'immaginazione come valvola di sfogo, anche per difendersi dalla realtà sempre più caotica che lo circondava (debiti, questioni d'affari e familiari difficili e problemi con la giustizia): nell'erotismo più sfrenato ha allora l'unico mezzo in cui poter trovare un po' di stabilità.

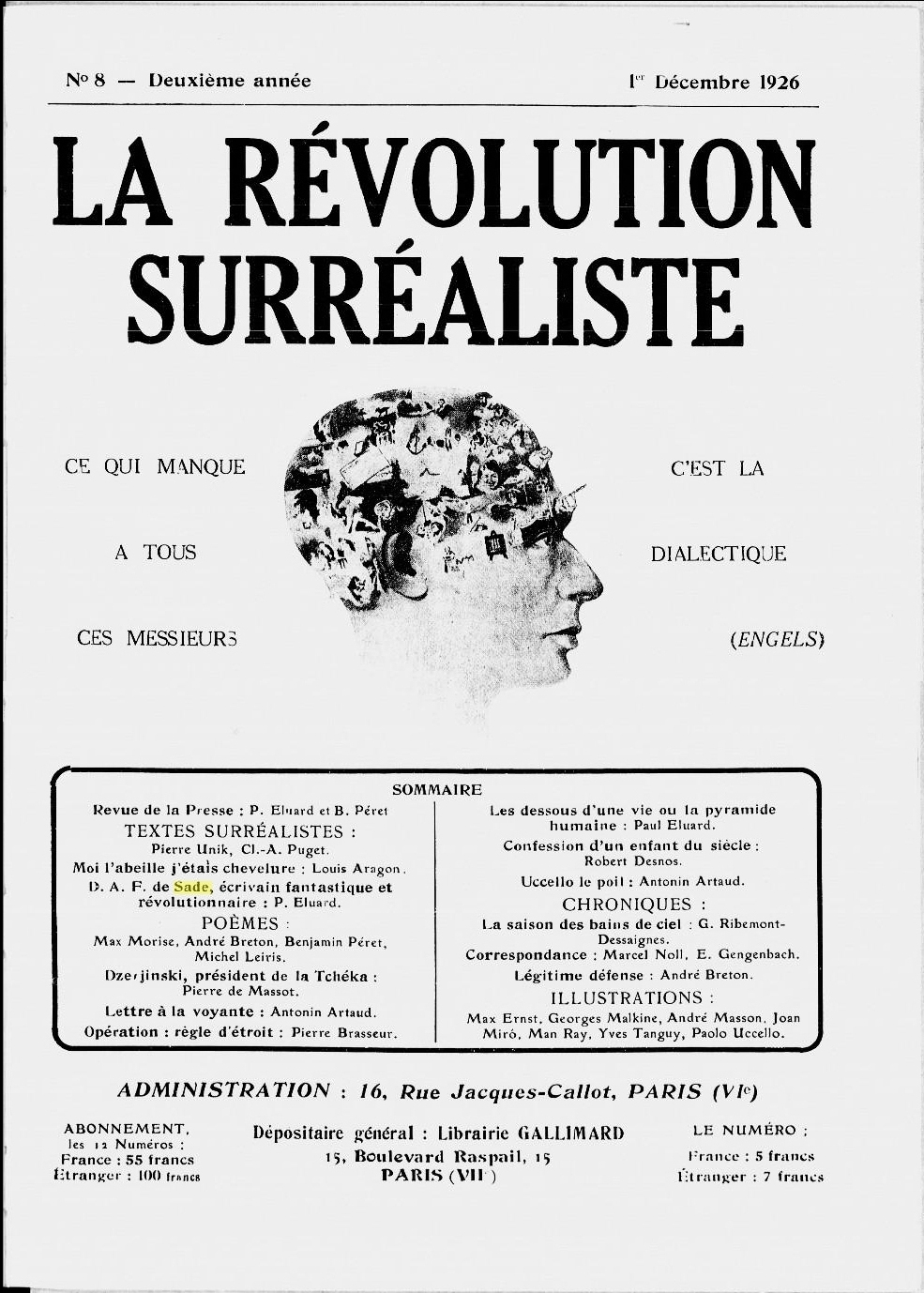
Articolo di Paul Éluard dal titolo: Sade, scrittore fantastico e rivoluzionario. 1926

### Sade filosofo
(da Juliette o la prosperità del vizio)
Sade si è sempre proclamato un filosofo di professione; Jean Deprun nel suo articolo introduttivo alle opere del Marchese per la Pléiade, si chiede: "Sade era un filosofo? Risponderei affermativamente, nel senso polemico del termine, non quindi come fratello postumo di Platone o Cartesio, bensì come seguace dell'Illuminismo".
Sade si è sempre presentato come un uomo appartenente al suo tempo ed il suo materialismo procede di fatto dall'illuminismo più radicale: i "saggi" filosofici che alterna alle scene più crude dei suoi romanzi sono per lo più prestiti diretti, a volte anche d'intere pagine, dei pensatori materialisti Paul Henri Thiry d'Holbach, Julien Offray de La Mettrie e Denis Diderot. Oltre a questi, le principali fonti filosofiche di Sade sono state le opere di Niccolò Machiavelli, Thomas Hobbes, Jean-Jacques Rousseau, Helvétius, Naigeon, Meslier, Montesquieu e Voltaire; questi ultimi furono conoscenze personali del padre e dello zio abate.
Tuttavia Deprun nota tre principali differenze rispetto ai principi fisico-deontologici dell'illuminismo, primo fra tutti l'assoluto isolamento e solitudine che lo caratterizza (in ciò simile a Rousseau e La Mettrie): Sade è un uomo solo, gli altri essendo per lui nient'altro che prede o, nella migliore delle ipotesi, complici; poi l'intensità dell'espressione libertina, il piacere è completo quando l'atto è il più violento possibile, tutto è buono quando è eccessivo ed esagerato; infine la Natura intesa in maniera del tutto anti-etica, essa "è crudele ed il male è l'unico modo per servirla adeguatamente... bene è seguire l'esempio naturale, il quale ci presenta un numero infinito di omicidi e distruzioni in tutte le forme possibili ed immaginabili". La morte e la distruzione servono per rinnovare costantemente la Natura, pertanto sono un bene.
Sade ha il diritto di definirsi un filosofo, conclude Deprum, rivelando la tendenza più estrema dell'illuminismo: "un figlio naturale, nel doppio senso di illegittimo e non molto somigliante".

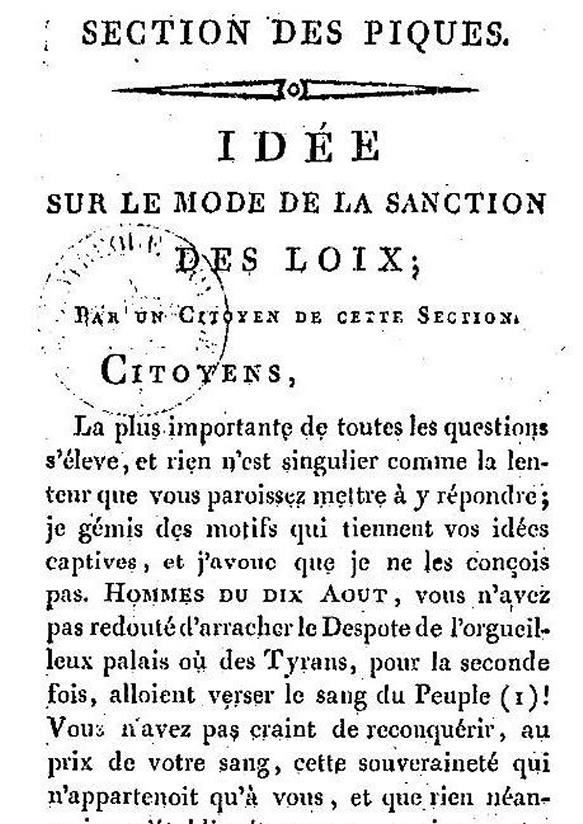
Discorso di Sade del 1792, che gli è valso le congratulazioni dei colleghi, che decisero di stamparlo

Perfino Benedetto Croce, severo critico dei filosofi-artisti e dei libertini come Sade, ha affermato che «il marchese de Sade asserì dure e coraggiose verità, di quelle verità da cui si suol torcere il viso, quasi che in tal modo si riesca ad annullarle».

### Sade politico
Anche se non costruito organicamente, il pensiero di Sade contiene anche, in parte, un'idea politica. Fatto rilasciare dopo lunga prigionia grazie al decreto dell'Assemblea Nazionale Costituente del 13 marzo 1790 che abolisce le lettre de cachet, per quasi tre anni partecipa attivamente al processo rivoluzionario: collabora scrivendo vari discorsi, tra cui Idée sur le mode de la sanction des loix e quello letto al funerale di Marat; gli fu assegnato il compito di proporre modifiche sull'organizzazione dell'assistenza pubblica ospedaliera e quello di dare alle strade nuovi nomi, infine viene nominato segretario di sezione.
Nei suoi scritti politici de Sade condanna il potere, la nobiltà, la religione, lo schiavismo, lo Stato, la morale sessuale e familiare e tutte le consuetudini del suo tempo, esaltando unicamente il libertinismo, proclamandosi repubblicano, individualista e, al tempo stesso, socialista. Spesso è considerato un precursore anche dell'anarco-individualismo. Il pensiero politico di Sade non fornisce un sistema coerente e realistico, limitandosi a essere spesso la trasposizione provocatoria del suo stile di vita e della sua arte. Come delegato di sezione alla Convenzione nazionale fu inizialmente simile, adeguandosi fin troppo al nuovo clima, agli Enragés (l'estrema sinistra non parlamentare), con posizioni libertarie, ma in seguito spaventato dagli esiti del Regime del Terrore (e forse dal troppo moralismo) divenne infatti abbastanza moderato, al punto di dimettersi poiché in contrasto con i giacobini (estrema sinistra parlamentare), e poi con il Direttorio, secondo lui invece troppo moderato in questioni etiche.
Non passa molto dalla nomina a segretario di sezione però che si trova costretto "dalla coscienza" a dimettersi, difatti: "Sono stanco, esausto, ho sputato sangue. La riunione è stata talmente burrascosa che, davvero, non ne posso più. Ieri, tra l'altro, ho dovuto ritirarmi due volte per lasciar il posto al mio vice. Volevano votare un orrore disumano. Mi sono rifiutato, di punto in bianco. Grazie a Dio me ne sono liberato!"
L'8 dicembre 1793 viene arrestato, probabilmente perché considerato un 'moderato': viene anche iscritto nelle liste dei futuri ghigliottinati, ma alla fine riesce a sfuggirvi e viene rilasciato in ottobre 1794, dopo il Regime del terrore. Da allora in poi Sade inizia però ad essere attaccato per i suoi romanzi: Aline e Valcour era considerato scandaloso e La Nuova Justine deve essere pubblicata clandestinamente.

#### Utopismo politico sadiano
Il pensiero di Sade si avvicina alla corrente del libertinismo settecentesco: "Tutto è nella Natura", sostiene, quindi una conciliazione tra Eros e Natura. Nel testo Francesi, ancora uno sforzo se volete essere Repubblicani inserito ne La filosofia del boudoir (1795) si oppone al deismo di Maximilien Robespierre e del suo Culto dell'Essere Supremo, ricomparso sotto la forma della teofilantropia, accusandolo così di voler soffocare l'autentica rivoluzione totale, che dev'esser innanzi tutto quella dei costumi, dove i canoni comuni vengono ribaltati. Vengono rivendicati il diritto all'incesto, l'omicidio (ma condannata la pena di morte), il diritto al furto, e al sesso di ogni tipo legalizzato.
(da La filosofia nel boudoir)

## Il pensiero
(D.A.F. de Sade, citato da Simone de Beauvoir in Bruciare Sade?)
Per Simone de Beauvoir il nobile de Sade era un uomo profondamente razionalista che sentiva il bisogno di comprendere le dinamiche interne delle azioni umane, ha creduto di trovare certe prove al riguardo e ne ha dato una sua interpretazione, una sua verità: è questo desiderio di ricerca che gli ha fatto oltrepassare con un balzo la tradizionale concezione della sessualità, per trasformarla in un'autentica, unica ed assoluta, verità naturale. Le idee di de Sade, sempre secondo la Beauvoir, anticipano in larga parte quelle di Max Stirner, Friedrich Nietzsche, Sigmund Freud e dello stesso Surrealismo ma, a differenza di questi, il suo lavoro è - in senso strettamente filosofico - in gran parte illeggibile in quanto conduce spesso all'incoerenza.
Per Maurice Blanchot il più intimo pensiero di de Sade rimane impenetrabile, anche se all'interno di tutta la sua opera abbondano i ragionamenti teorici, molto ben chiaramente espressi, e nonostante il fatto ch'essi siano pienamente conformi alle regole dialettiche della logica. In de Sade il "sistema della logica" viene utilizzato costantemente e con certosina pazienza più e più volte sullo stesso argomento; l'autore scruta tutti gli argomenti che sente più vicini alle sue corde da ogni punto di vista, prendendo in esame le obiezioni e avendo premura di rispondervi a tono. Il suo linguaggio è ricco, di un'esagerata chiarezza, fermo e preciso; tuttavia, secondo il critico, non è possibile vedere il fondo del suo pensiero, in qual direzione si dirige e da quale direzione è giunto. Così dopo un intenso tentativo di costruzione razionalizzante, il tutto si scioglie in un completo irrazionalismo.
Leggendo con la dovuta attenzione che merita l'intera opera di de Sade, prosegue Blanchot, si genera nel lettore un'inquietudine intellettuale nei confronti di questo pensiero che sempre si rinnova, pur impegnandosi a distruggere e crear nuove macerie, tanto più nella misura in cui il linguaggio dell'autore è semplice, non facendo mai uso di complesse figure retoriche o di argomenti inverosimili.

### La nascita di una filosofia
(Lettera di de Sade a Renèe durante la sua prigionia a Vincennes)

Jean-Jacques Rousseau è stato uno degli autori preferiti del Marchese de Sade

Incarcerato, per volere della moglie, si dedicò soprattutto a leggere e a scrivere, giungendo a raccogliere una libreria di oltre 600 volumi, interessato com'era sia ai classici (Francesco Petrarca, Giovanni Boccaccio, Miguel de Cervantes) sia alla filosofia, soprattutto quella rousseauiana. Quando le autorità carcerarie gli negarono Le confessioni così scrive alla moglie: "Sappiate che una cosa è buona o cattiva a seconda del livello in cui uno si trova, non di per sé. Se un autore come Rousseau può essere pericoloso per la vostra razza ipocrita, per me invece è un grandissimo pensatore. Jean-Jacques è per me ciò che per voi è L'Imitazione di Cristo. La morale e la religiosità di Rousseau sono cose particolarmente difficoltose per me ed io lo leggo ogni qualvolta voglia migliorare me stesso". 
Come Rousseau, crede alla giustezza dell'uomo naturale, ma la sua concezione è più vicina all'homo homini lupus di Hobbes che al buon selvaggio del ginevrino: l'uomo è un selvaggio crudele, e deve accettarsi com'è.
Interessato non solo agli studi umanistici, la sua biblioteca comprende anche libri di genere più spiccatamente scientifico come la Storia naturale di Georges-Louis Leclerc de Buffon

### L'ateismo
(D.A.F. Sade)
(Sade, La nuova Justine)
Maurice Heine ha messo in evidenza la forza dell'ateismo teorico e pratico di de Sade ma, come anche Pierre Klossowski, dice che quest'ateismo non è a sangue freddo. Nel momento in cui gli giunge davanti agli occhi il nome di Dio il suo linguaggio immediatamente si spegne, il tono si alza, il feroce odio antireligioso che lo anima pare provocargli difficoltà di ragionamento lucido e turbamento. Egli si definì «ateo sino al fanatismo».
Non è pertanto certamente nelle scene più eccessive di orge e libertinaggio in cui l'autore dà maggior prova della propria passione, ma invece nel violento disprezzo, nella suprema vertigine di "volontà di potenza" (per usare un'espressione di Nietzsche) che si sveglia immediatamente in lui ogni qualvolta percepisca una qualche forma di religiosità: l'idea di Dio è in qualche modo la mancanza inespiabile dell'umanità, il suo più autentico peccato originale. Ora, è quest'idea stessa, essendo fondata sul Nulla - e dimostrando pertanto che lo stesso essere umano è nulla -, ad autorizzare e giustificare il crimine anche più spietato contro chi invece l'accetta (contro l'uomo che ha accettato di farsi nulla davanti a Dio): per de Sade non esiste ancora un mezzo abbastanza energico e sicuro che possa estirpare l'idea di Dio dal cuore dell'uomo.
Sade spiega che, non conoscendo l'uomo ciò che vedeva di fronte a sé, non essendo ancora capace d'attribuirgli una spiegazione naturale, nell'impossibilità in cui si trovava di spiegare le proprietà ed il comportamento della Natura, ha eretto al di sopra di se stesso un essere immaginario onnipotente creatore e dominatore del mondo naturale: Dio, capace di produrre tutte le cause e gli effetti a lui sconosciuti. Molti dei ragionamenti sadiani, che passano dal malteismo all'ateismo più esplicito, sono ripresi dal barone d'Holbach e da Jean Meslier.
Sade in alcune circostanze rimpiange anche il paganesimo antico, criticando il culto dell'Essere supremo imposto dalla Rivoluzione 
(La filosofia nel boudoir, p. 132, edizione 1986)
L'abitudine a credere che ciò sia vero, ed il conforto interiore che una tale fede dona, è niente altro che un modo per tranquillizzare la propria pigrizia mentale; quest'invenzione col tempo si cercò addirittura di dimostrarla (vedi Esistenza di Dio) in maniera "geometrica" e la persuasione divenne così forte, così radicata abitudine, che ci volle tutta la forza della ragione per poter preservar nel tempo un tal errore. Così, secondo de Sade, per placare gli effetti negativi che la Natura ha portato agli uomini, si cominciò a adorare e implorare Dio, creando al contempo tutta una gerarchia di colpe e penitenze, il tutto effetto di paura e debolezza.
La visione teologica sadiana è stata criticata anche da alcuni atei, come Albert Camus, e, sulla scia di Camus, da Michel Onfray, il quale lo accusa di gnosticismo - negando il suo ateismo - e di proto-fascismo, ignorando l'aspetto erotico e romanzesco ma considerando alla lettera solo quello "filosofico".
Per il conseguente rapporto tra l'occultismo, ad esempio quello di Aleister Crowley e Sade, si veda il paragrafo sull'egoismo integrale sadiano, e per il rapporto con l'esoterismo, quello sulla critica letteraria e filosofica.
Lo scrittore cristiano ortodosso Fëdor Dostoevskij, dalla lettura di Sade, ricava invece la propensione al sadismo e alla sopraffazione del forte sul debole presente nell'umanità (raffigurata poi in diversi personaggi dei suoi libri, come il Principe di Umiliati e Offesi, Svidrigajlov di Delitto e castigo e Stavrogin de I demoni, immorali e corrotti, ma destinati poi alla crisi personale e al suicidio), e si convince che solo la fede cristiana possa attenuarla. Per l'autore russo, Sade con il suo ateismo senza morale è uno degli esempi razionali per cui «una volta ripudiato Cristo, l'intelletto umano può giungere a risultati stupefacenti» poiché «vivere senza Dio è un rompicapo e un tormento. L'uomo non può vivere senza inginocchiarsi davanti a qualcosa. Se l'uomo rifiuta Dio, si inginocchia davanti ad un idolo. Siamo tutti idolatri, non atei». Ne I fratelli Karamazov uno dei personaggi, il tormentato Ivàn Karamazov, pronuncia - in un dialogo col fratello Alëša che ha intrapreso la carriera religiosa - la celebre frase: «Se Dio non esiste, tutto è permesso», che richiama diverse affermazioni sadiane.

#### La ragione come mezzo di verifica
Per Sade la Ragione è la facoltà naturale per cui un essere umano sceglie tra un oggetto e un altro, in proporzione alla quantità di piacere o danno che quest'oggetto porta con sé; questo calcolo sottostà interamente alla legge dei sensi, poiché solo da questi si ricevono le impressioni comparative riguardanti i dolori a cui si vuole sfuggire o i piaceri a cui si tende (la ragione proviene quindi direttamente dal sensismo).
La ragione non è quindi altro che la bilancia con la quale si pesano gli oggetti per vederne così la relazione sussistente tra loro, di modo che sia sempre il maggior piacere ad avere la meglio ed essere scelto. Sia negli esseri umani come in tutte le altre specie animali, ciò è il risultato del meccanismo più automatico e materiale possibile: non esiste mezzo di verifica più affidabile.

#### Esistenza reale ed esistenza oggettiva
Il primo effetto della ragione è, per Sade, quello di stabilire una distinzione essenziale tra l'oggetto che effettivamente appare e quello che viene percepito; la rappresentazione e la percezione di uno stesso oggetto sono pertanto due tipi differenti di situazione. Quando l'oggetto non si mostra davanti a sé, ma è pur presente nel tempo per la mente, ciò si chiama memoria; se gli oggetti si presentano nella mente ora non mostrandosi, ciò si chiama immaginazione e questa è la causa di tutti gli errori.
Fonte più abbondante di questi errori è la supposizione di esistenza da parte di questi oggetti costituiti esclusivamente da percezione interiore: dar a tal percezioni un'esistenza del Sé, nella medesima forma in cui vengono concepiti separatamente. Pertanto Sade dà a quest'idea separata emersa dall'oggetto immaginato il nome di "esistenza oggettiva o speculativa", per differenziarlo dall'oggetto presente a cui dà la definizione di "esistenza reale".

#### Sui pensieri e le idee
Niente è più comune, dice Sade, dell'auto-ingannarsi tra la reale esistenza dei corpi che stanno al di fuori di sé e l'esistenza "oggettiva-speculativa" delle percezioni che si trovano all'interno della propria mente; le medesime percezioni si differenziano da ciò che le percepisce in quanto, certamente, percepiscono gli oggetti presenti ma anche le loro relazioni, e le relazioni di queste relazioni.
Sono pensieri in quanto portano le immagini delle cose assenti, mentre sono idee in quanto trasportano immagini che stanno dentro di noi; tuttavia, senza dubbio alcuno, tutte queste cose non sono altro che modalità o forme d'esistenza del Sé, le quali rimangono pressoché indistinguibili, proprio come l'estensione, la solidità e la figura, il colore, il movimento di un corpo si distinguono da quel medesimo corpo.

#### La fallacia della semplice relazione causa-effetto
Poi, dice Sade, facilmente s'immaginano termini generali per comprendere in un'unica definizione tutte le idee particolari in qualche modo simili; è stato dato il nome di Causa a tutto ciò che produce qualcosa da un qualcosa che rimane distinto: l'effetto della causa sarebbe quello di produr un cambiamento in un oggetto ulteriore, un effetto.
Tutto ciò produce nelle persone immagini confuse di essere, azione, reazione e cambiamento e finiscono col servirsene per credere d'avere invece percezioni chiare e distinte, ed infine giungere ad immaginare che possa esistere una causa che sia e rimanga realmente distinta da qualsiasi altro corpo, organismo o ente e che, senza alcun movimento né azione possa produrre tutti gli effetti immaginabili.
Per Sade la totalità degli esseri, agendo e reagendo costantemente gli uni sugli altri, producono e soffrono al medesimo tempo nel Divenire ma, l'intima progressione degli esseri che sono stati cause ed effetto presto producono nelle menti di coloro che vogliono trovare ad ogni costo le cause e i relativi effetti di tutto una conclusione: ripercorrendone così la lunga sequenza di idee pare loro più facile risalire ad una 'prima causa', immaginata come Causa universale (essendo la totalità delle cause particolari suoi effetti) la quale non è a sua volta effetto d'alcunché.
In conclusione, il prodotto dell'esistenza oggettiva-speculativa, è quello a cui le persone danno il nome di Dio: dice in Juliette "sono d'accordo che non capiamo il rapporto, la sequenza e la progressione di tutte le cause, ma l'ignoranza di un fatto non è mai motivo sufficiente per crearne o determinarne degli altri". Più che il materialismo Sade adotta una posizione anti-metafisica, anche se riprende anche le posizioni di Holbach sulla natura che basta a sé stessa.

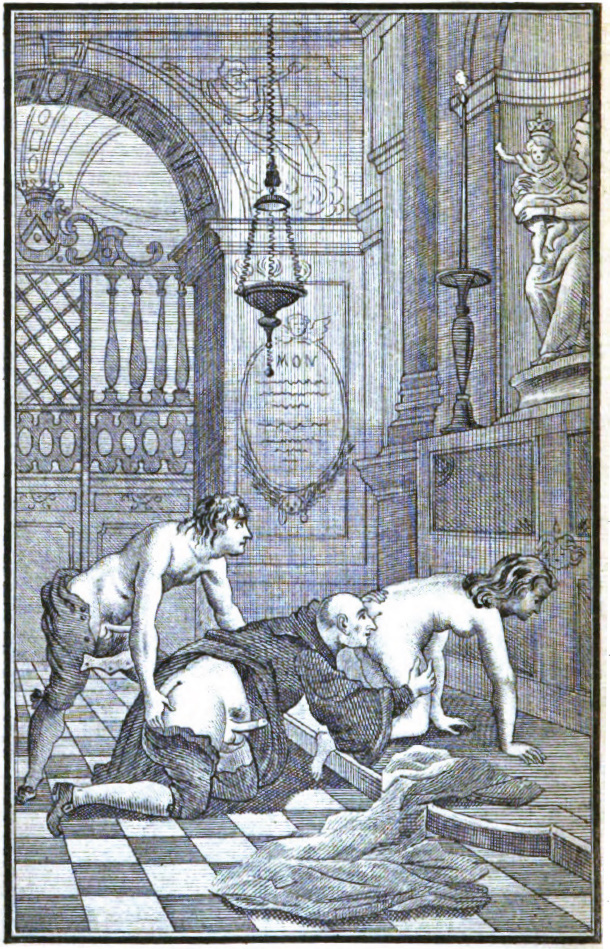
Immagine tratta da Justine

(da Justine ovvero le disavventure della virtù)

#### La critica del giudaismo
In quanto antiteista e contro le religioni abramitiche, Sade, sull'esempio dell'illuminismo, aderisce anche all'antigiudaismo, ossia la critica verso la religione ebraica, in cui vede le radici del cristianesimo. Sade esamina l'ebraismo come segue: in primo luogo critica il fatto che i libri della Torah siano stati scritti molto tempo dopo il loro presunto verificarsi, lasciando quindi un margine d'incertezza alla stessa narrazione storica. Afferma pertanto che tutte queste opere sono soltanto il lavoro di abili buffoni e che vi si possono trovare non tracce della divinità, bensì il risultato della stupidità umana.
La prova di questo, per Sade, è il fatto che il popolo ebraico s'autodefinisce come "eletto", affermando che solo ad esso ha parlato Dio e che a Lui interessa solo la loro sorte; che solo per esso muta il corso degli astri, separa il mare in due parti, fa cadere la manna dal cielo: come se non fosse stato molto più facile per quel Dio penetrare i cuori ed illuminare le menti che cambiare il corso della natura; come se questa predilezione in favore di un popolo potesse accordarsi con la suprema maestà dell'essere che ha creato l'intero universo.
Sade presenta anche come prova che induce a dubitare fortemente degli eventi straordinari narrati dalla Torah il fatto che i documenti storici delle nazioni confinanti non citano in alcun modo nessuno di tali presunti miracoli meravigliosi. Egli prende in giro anche la consegna dei Dieci comandamenti da parte di Mosè: mentre difatti Yahweh era impegnato nella "dettatura" del decalogo, il popolo cosiddetto eletto si stava costruendo un vitello d'oro da poter adorare. Cita infine altri esempi di incredulità da parte degli Ebrei, come per dire che in certi momenti essi furono ben poco fedeli al loro Dio, e questo proprio quando le disgrazie non li opprimevano con maggior durezza.

#### La critica al cristianesimo
Nel respingere il Dio degli Ebrei, de Sade s'impone di esaminare con attenzione anche la dottrina cristiana. Inizia quindi col dire che la stessa biografia di Gesù di Nazareth è piena di trucchi e acrobazie circensi, con guarigioni da ciarlatano e giochini di parole: quello che viene pubblicizzato come Figlio di Dio per Sade non è altro che "un Ebreo pazzo". Essendo poi nato in una stalla risulta essere il simbolo per eccellenza dell'abiezione, della miseria e della pusillanimità, caratteristiche queste che non fanno altro che contraddire una presunta "Maestà divina". Ne La filosofia nel boudoir lo definisce nato in una "porcilaia" figlio di una prostituta ebrea e di un soldato romano (cosa ripresa dal filosofo Celso), che ammonisce a diffidare dei suoi stessi miracoli se compiuti da altri, che alle autorità si presenta come il Messia pur privo di credenziali convincendole a farsi condannare ad una morte terribile senza ricorrere ad alcun appello.
Egli dice infine che il successo del cristianesimo si è verificato perché ha conquistato la simpatia del popolo incolto, predicando la semplicità mentale (povertà di spirito) come fosse una virtù.
Sade ritiene la religione dannosa anche politicamente.
(Francesi, ancora uno sforzo se volete essere Repubblicani, in La filosofia nel boudoir, Dialogo quinto)

### Il concetto d'uguaglianza
Sade considera tutti gli individui "uguali" di fronte all'unica grande legge naturale, di modo che nessuna persona singola ha il pieno diritto di "non" essere sacrificata in nome della conservazione altrui; questo anche se la propria felicità dipende dalla rovina degli altri: il suo concetto d'uguaglianza è pertanto intimamente interconnesso a quello di egoismo. Tutti gli uomini sono uguali, questo significa che nessuna creatura vale di più di un'altra, e quindi tutti sono intercambiabili, nessuno è necessario ed indispensabile, in quanto non vi è alcun valore ad essere un'unità all'interno d'un numero infinito.
La totalità degli esseri umani è senza scampo perfettamente "uguale" nella sua essenziale nullità: anche l'uomo più potente, nel disperato tentativo di ridurre questo Nulla, non fa infine altro che renderlo ancora più evidente ed esplicito. La formula di reciprocità dei diritti mediante una regola valida tanto per le donne come per gli uomini può essere soltanto questa: prendere per sé tutto ciò che si desidera, ottener ciò che si vuole, anche se è necessario prenderselo con la forza dagli altri. Questo almeno rende il singolo libero - colui che sa esprimere liberamente tutto se stesso senza alcuna limitazione - in confronto agli altri.

Simili proposizioni paiono irrefutabili a Sade: l'uomo ha il diritto di posseder il suo prossimo per soddisfare i propri desideri; gli esseri umani son così ridotti al rango di oggetti, solo e nient'altro che organi sessuali e, come qualsiasi altro oggetto, perfettamente intercambiabili, quindi anonimi e privi di qualsivoglia individualità. Questa uguaglianza investe anche lo stesso libertino antieroe. Sade segue anche un'etica della reciprocità per cui egli stesso accetta ciò che dice o fa:
(Dialogo tra un prete e un moribondo)
(Georges Bataille)

### L'egoismo integrale
(Sade, Justine ovvero le disavventure della virtù)
Per Maurice Blanchot principio fondamentale per eccellenza del pensiero sadiano è il "relativismo assoluto", si tratta cioè di una filosofia dell'interesse portata avanti in completo egoismo. Per Sade ognuno "deve!" fare ciò che vuole e non esiste altra legge oltre a quella che si basa sul proprio "principio di piacere"; lo stesso principio che fu sottolineato più tardi dall'occultista inglese Aleister Crowley nel suo Il libro della legge.

Blasone della famiglia Sade: stella d'oro in campo rosso, ornata da aquila nera bipenne.

Questa anti-morale è fondata in primo luogo da una visione di solitudine assoluta dell'essere umano, abbandonato in mezzo al mondo: la Natura crea l'uomo e lo fa nascere irrimediabilmente solo, non esistendo alcuna specie di relazione che possa accomunar l'uomo all'altro uomo, il singolo individuo ai propri simili. L'unica regola di condotta, quindi, è che l'uomo scelga per sé tutto quel che preferisce e che più gli aggrada, a prescindere dalle conseguenze che una tal decisione possa causar al prossimo.
Il più grande dolore e la sofferenza altrui contano sempre meno del proprio piacere: l'acquisizione, anche di una minima gioia, in cambio di tutta una serie di disgrazie che cadono sopra gli altri, è sempre meritevole d'essere conseguita; questa legge sta, che lo si voglia ammettere o meno, dentro il cuore d'ognuno fin dai primordi della sua storia. Gli effetti sugli altri del crimine commesso non ne impedisce affatto l'esecuzione; ché l'intima soddisfazione interiore sarà sempre maggiore del danno esteriore.
Questo principio d'egoismo cosmico è perfettamente chiaro in Sade e lo si può ritrovare nella totalità della sua opera: l'egoismo cerca allora il potere, il quale a sua volta si fa portatore del diritto anche al genocidio, se necessario. Secondo il parere espresso da Sade la vita comunitaria è inaccettabile in quanto i principii che vi presiedono sono inaccettabili; il rimorso infine consiste soltanto nel timore della sanzione, pertanto rimossa questa la strada per il piacere è sgombra da ogni ostacolo.

### Il potere
Per Sade il potere è un diritto, ma un diritto che dev'essere conquistato. Per gli uni, le origini sociali rendono il potere più accessibile, mentre gli altri devono cercare di raggiungerlo da una posizione iniziale di svantaggio. I personaggi che detengono il potere, nelle opere di Sade, sono coloro che hanno avuto la forza titanica di superare i pregiudizi (morali, ma non solo), ciò in antitesi col resto dell'umanità.
Alcuni si trovano già in posizioni privilegiate, duchi, ministri, vescovi ecc, e sono forti perché sono parte fin da principio di una classe forte; ma il potere non è soltanto uno 'status' acquisito per nascita o socialmente, ma anche e soprattutto una decisione e una conquista: è realmente potente solo colui che è capace di raggiungerlo attraverso le sue sole forze e tutta l'energia messa in campo. In tal senso Sade è in parte "democratico", concepisce difatti anche personaggi potenti che sono via via saliti dalle classi più basse e meno favorite della società; in tal modo i punti di partenza del potere possono esser le due situazione estreme opposte, l'enorme fortuna da una parte, l'estrema miseria dall'altra.
Il potente che nasce in mezzo ai privilegi si trova troppo in alto per non cadere, precipitare prima o poi rovinosamente; mentre colui che è nato in povertà si trova troppo in basso per poter conformarsi alle leggi sociali senza perire. Sade non ama chi nasce potente, bensì chi lo diventa: così le stesse idee rivoluzionarie di uguaglianza e libertà - libertà che si fa arbitrio - sono, in Sade, argomenti attraverso i quali viene affermato il diritto dell'uomo al dominio. Tutto ciò accade proprio nel momento in cui le distinzioni scompaiono e i banditi vengono elevati alla stessa condizione dei nobili.
In Sade, secondo alcuni, è però presente, con le solite contraddizioni della sua opera, anche una critica dura e spietata del potere in quanto tale e, secondo quanto espresso dallo scrittore Fulvio Abbate in un articolo per bicentenario della morte del marchese, «Pier Paolo Pasolini, di Sade non comprese nulla, il senso dell'opera del nostro marchese è una barricata letteraria contro il potere e non una legittimazione dello stesso nella sua forma più assoluta e prevaricante. Anche i comunisti di Sade non hanno mai capito la grandezza».

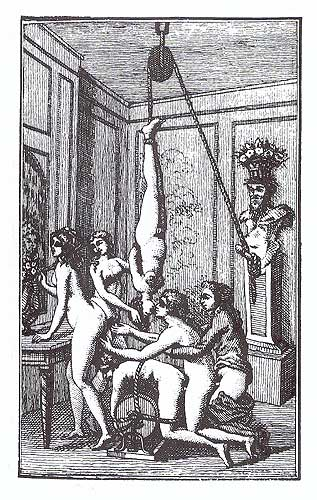
Illustrazione per Juliette e La nuova Justine

### Il crimine
Per l'anti-eroe sadiano il crimine è un'affermazione di potere, conseguenza della regola dell'egoismo integrale; il criminale sadiano non ha il minimo timore d'un eventuale punizione divina in quanto ateo, pertanto sostiene d'aver superato quella 'minaccia'. Sade risponde poi all'eccezione che esiste per la perpetua soddisfazione criminale: quest'eccezione consiste nel fatto che il potente trova la sua disgrazia nella propria ossessiva ricerca del piacere, passando così da tiranno a vittima. Egli stesso comincerà a vedere allora la legge del piacere come una trappola mortale per cui, in conclusione, l'umanità invece di voler il trionfo dell'eccesso accetta di tornar a vivere nella preoccupazione del male minore.
La risposta di Sade a questa questione è chiara: all'uomo che si lega al male non potrà mai accadere nulla di male. Questo è il tema centrale di tutta la sua opera, il male porta bene mentre il bene porta male, la virtù è una disgrazia mentre il vizio una costante prosperità; la virtù crea agli uomini i peggiori infortuni, ma non perché li espongono ad eventi sfortunati, bensì perché se si toglie l'idea fantasiosa di virtù qualsiasi miseria e tristezza che regna nel mondo diventa occasione di piacere, così anche i più grandi tormenti si fanno immense voluttà.
(da Aline e Valcour)
Per Sade l'uomo che assume il potere diventa inaccessibile al male in quanto nessuno gli può far del male, è colui che può tranquillamente indulgere a tutte le passioni: è l'uomo dell'egoismo integrale, che sa come trasformare tutti i disgusti in delizia, tutte le cose più ripugnanti e riprovevoli in enorme attrazione. Come dice ne La filosofia nel boudoir: "Mi piace tutto, mi diverto con tutto, voglio riunificare tutti i generi". Ed è così che ne Le 120 giornate di Sodoma s'impegna nel compito, ai limiti dell'impossibile, di far un dettagliato elenco non solo di tutte le deviazioni ed anomalie, ma anche di tutte le possibilità umane.
I suoi personaggi hanno un'intima necessità di provare tutto per non ritrovarsi in balia di qualcosa: Non conoscerai proprio un bel niente se non hai conosciuto tutto, se sei troppo timido per vivere con naturalezza questa ti sfuggirà per sempre. La fortuna può cambiare e diventare sfortuna, ma questo poi si tramuterà in nuova fortuna, tanto desiderata e tanto soddisfacente come la precedente.
Il crimine si fa esagerazione di negazione, un universale progetto annichilente, nel desiderio impossibile di ridurre Dio e il mondo a nulla, come dice Blanchot.
Nel 1798, tentando pubblicamente di negare di essere l'autore de La nuova Justine, riprendendo alcuni temi di Aline e Valcour, afferma che il suo modo di descrivere il crimine e la sessualità è crudo per non fare amare i vizi:
(Lettera al Journal de Paris, poi in Considerazioni sui romanzi, introduzione a I crimini dell'amore)

## Le opere
(Guillaume Apollinaire, 1909)
 Molte delle opere di Sade contengono descrizioni esplicite di stupro e di innumerevoli altre perversioni e parafilie, il tutto condito da una violenza così estrema che a volte rasentano i limiti del possibile. I protagonisti sono anti-eroi libertini i quali hanno dedicato l'esistenza, in tutta la sua interezza, a compiere il male e poi a giustificarne la necessità.
Ma "uno dei grandi errori che viziano la lettura di Sade è propriamente quello di prenderlo troppo sul serio, a prescindere dallo scopo finale della sua scrittura, così intensamente permeata dal suo animo". Tuttavia la maggior parte di coloro che hanno interpretato l'opera sadiana hanno voluto vedere nelle presentazioni dei principi filosofici dei suoi anti-eroi l'autore stesso.

### Temi sadiani
Fondamentale tema dell'opera di Sade è la totale-universale inversione ragionativa, per cui tutto ciò che comunemente si crede bene - per la maggioranza dell'umanità - diventa male e viceversa: così l'orrido e mostruoso diviene meraviglioso, la bruttezza affascinante, gli escrementi cibo, la vita morte, il piacere dolore infinito. La perversione sadiana è intimamente felice e soddisfatta della propria devianza.

#### Inversione dei valori
La massa è mera passività sottoposta ad eventi decisi da una minoranza senza alcuna motivazione razionalmente accettabile; vi è anche qui una tendenza didattica in Sade, per cui è evidente ch'egli operava consciamente per una inversione dei principi: sia le parti appetibili dei corpi delle vittime sia le vittime tutte intere sono definite come oggetti, diventano mere "cose". In questa doppia morale starebbe il germe delle teorie superomiste; ma questa duplicità deriva dalla divisione tra la casta elitaria dei carnefici e la folla anonima dei torturati.

#### Coprofagia
L'atto sessuale sadista è per principio contro-Natura, nel senso che ne rovescia categoricamente i termini, fino a far dichiarare inconcepibile per i propri personaggi una diversa maniera ovvero un altro luogo in cui soddisfarsi: il sistema che con-fonde (cioè fonde in uno) bocca-vagina-sfintere è in Sade prassi che segue una precisa teoresi. Mescolandoli non fa altro che mettere in primo piano l'evidenza di una verità tanto drammatica quanto naturale: il parallelismo tra organi sessuali ed escrementizi, in quanto gli uni corrispondono agli altri.
L'escremento prodotto ed espulso dal corpo naturale - un microcosmo fatto ad immagine e somiglianza del macrocosmo - da male/vizio si fa bene/virtù, va pertanto ingerito nuovamente (dopo forzata coprostasi) per far sì che tutto possa risultare sottosopra, la cui esaltazione fa parte della procedura ateista sadiana. "Anche in questo caso al lodato vizio fa riscontro la contropartita della virtù, cioè l'ingestione di cibi virtuoso senza di che la evacuazione non si produrrebbe. Come la virtù mercificata è indispensabile al vizio che quella consuma e di cui ha quindi continuo bisogno così il cibo rettamente ingerito è indispensabile per fornire il piacere della ingestione escrementizia".

#### Difficoltà nel raggiungimento del piacere[47]
Per i personaggi sadiani è sempre quantomai difficoltoso ottenere un orgasmo soddisfacente, un accorgimento necessario questo per allungare la serie delle descrizioni criminose eccitanti; tale difficoltà è funzionale alla filosofia sadista. Normalmente l'orgasmo ha valore di catarsi, rasserenamento psicofisiologico, rilassamento dopo una prolungata tensione; rallentarne l'evento significa per Sade prolungare il male (le torture, i crimini, la violenza inflitta e fatta subire alle vittime).
La sofferenza della vittima è indispensabile alla soddisfazione del vizio; ciò impone al libertino sadista una distruttività che si fa anche auto-distruttività, una contrapposta reciprocità sadomasochistica: piacere e dolore, vittima e carnefice in felice opposizione/congiunzione, ma il tutto vissuto in una tensione illimitata (perfettamente antitetico al 'normale' orgasmo).

#### Lo stragismo
(Lettera alla moglie da Vincennes, 20 febbraio 1791)
La "visione stragista" verso l'umanità si trova principalmente in Juliette e, soprattutto ne Le 120 giornate di Sodoma (specialmente nell'incompiuta seconda parte, descrizione abbozzata di efferati omicidi). Se Dio è il bene massimo che crea la vita, il libertino ateo si fa portatore del male assoluto che la distrugge. Un male che è e rimane sempre possibile realizzazione individuale, al massimo spettante ad un'oligarchia, non può mai pertanto diventare sinonimo di crimini nazionali (come credeva invece Albert Camus che ne intese le opere come ideali precorritrici dei campi di sterminio nazisti ne L'uomo in rivolta).
Per esercitare il sadismo condizione prima e necessaria è l'impunità della congregazione dei torturatori, e siccome il piacere coincide (e quasi si confonde) col crimine, il suo esercizio non può non implicare un perenne libertà fondata sull'arbitrio totale e garantita dal potere assoluto: lo strumento atto a garantire l'impunità è una legislazione criminosa che legittimi il delitto (le regole ferree di matrice psicosessuale che si ritrovano in tutti i libri di Sade, che hanno dato origine nell'immaginario BDSM moderno a varie "regole del gioco", ma in un contesto consensuale e non "violento").
Sade dal canto suo nelle 120 giornate mostra una sovranità totale sopra un territorio separato dal resto del mondo, in cui vige però sempre il pericolo d'autodistruzione, nulla vieta difatti che due libertini si accordino per togliere di mezzo il terzo (questo accade in Juliette); il delitto ha per scopo ultimo la nullificazione dell'esistente. Frenetica scalata edonistica al cui vertice sta una libidine dello sterminio, nella meccanica d'una vandalica rovina prodotta con l'intento di ottenere il massimo del piacere il quale tuttavia, giungendo al limite di sé, determina l'esplosione della macchina stessa.
È la teoria opposta rispetto alla scommessa di Pascal: "siccome col trionfo della virtù tutto muore, proviamo a perseguire il trionfo del vizio". Un praticismo nientificatore reso universale, che rinnega però sempre il suicidio in quanto troppo affetto da romanticismo; rovina e distruzione devono sempre provenire dal di fuori di se stessi.

### Elenco
(Sade al suo amministratore)

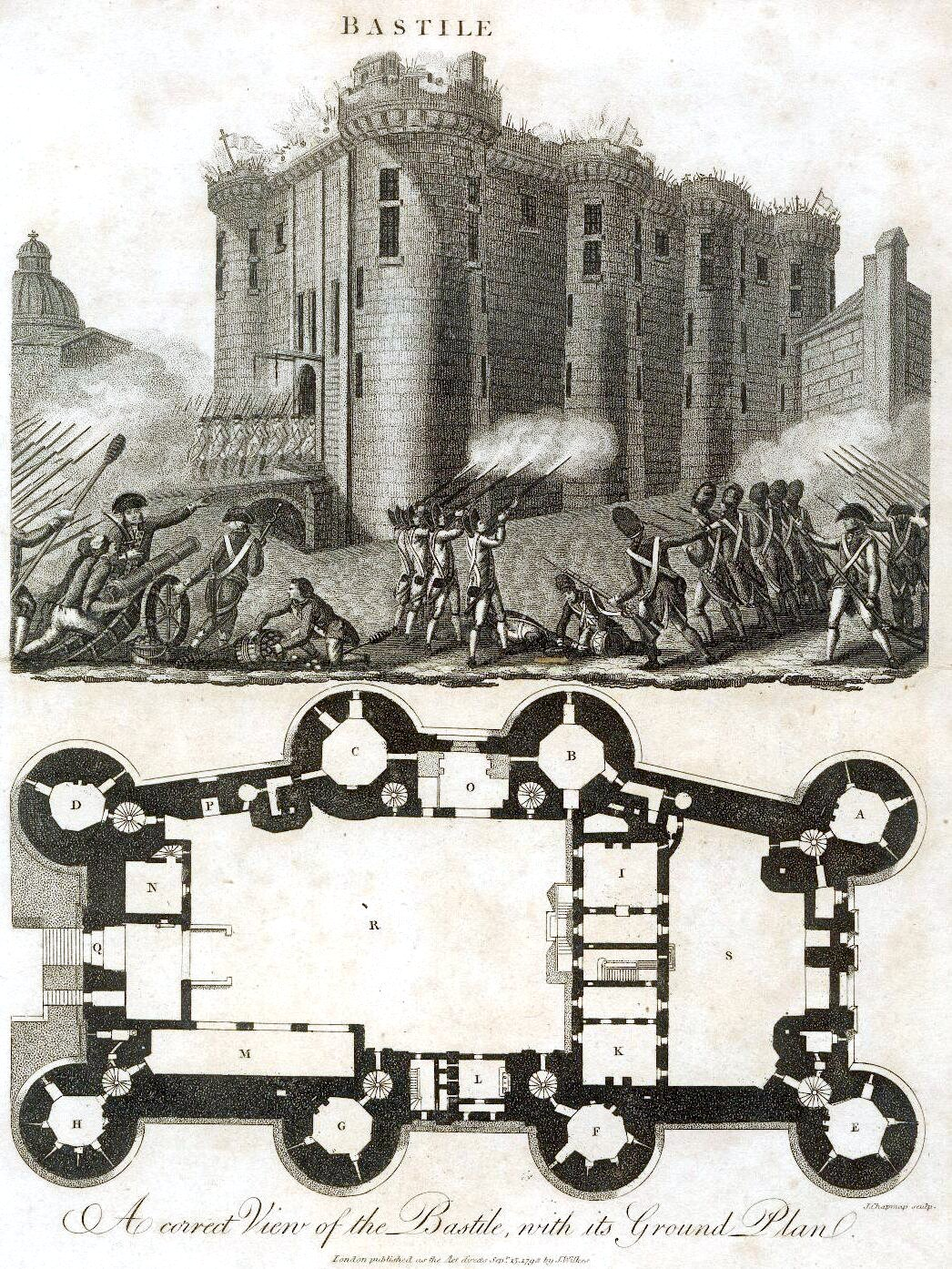
Alla Bastiglia de Sade fu recluso nei piani 2 e 6 della torre B; qui scrisse Le 120 giornate di Sodoma

Sade è stato un autore molto prolifico, che ha approfondito si può dire tutti i generi letterari, spaziando dalla narrativa breve al romanzo fiume, dalla poesia alla saggistica agli scritti politici ed infine anche al teatro (il suo preferito). Gran parte del suo lavoro è andato perduto, vittima di diverse persecuzioni, tra cui quelle della stessa famiglia, la quale ha distrutto in più di un'occasione molti tra i suoi manoscritti. Altre opere rimangono a tutt'oggi inedite, in particolare per quanto riguarda i drammi (gli eredi ne hanno fatto pubblicare 14 fino ai primi anni settanta). Molti manoscritti sono in possesso della famiglia, con numerosa discendenza il cui attuale conte de Sade, Hugues, ha chiamato il proprio figlio Donatien-Alphonse-François come il marchese.
Molte tra le sue opere vengono conservate nella sezione "Inferno" della Biblioteca nazionale di Francia.

#### Poesia
| Anno di pubblicazione | Titolo originale | Titolo italiano | Anno del manoscritto |
| --------------------- | ---------------- | --------------- | -------------------- |
| 1961                  | La Vérité        | La verità       | 1787                 |

#### Romanzi e racconti
Nel 1782, mentre si trovava in stato di prigionia, compone il racconto lungo intitolato Dialogo tra un prete e un moribondo, in cui esprime il suo ateismo attraverso il dialogo che si svolge tra un prete e un vecchio che sta per morire: il secondo riesce infine a convincere il primo che tutta la purezza di vita da lui tanto predicata e praticata è stata nient'altro che un terribile errore.

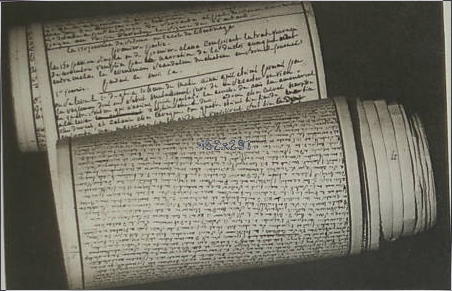
Il rotolo delle 120 giornate

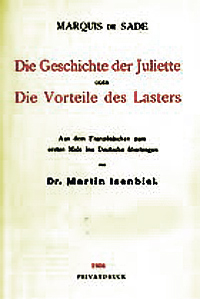
Un'edizione di Juliette datata 1906

Nel 1785 inizia la composizione de Le 120 giornate di Sodoma, ovvero la scuola del libertinaggio; è la sua prima grande opera, un enorme catalogo comprendente una vastissima gamma di perversioni sessuali perpetrate da quattro uomini adulti nei confronti di un gruppo di 14 adolescenti maschi e femmine ridotti in schiavitù.
Per evitare che gli venga sequestrato copia il testo con una scrittura piccolissima e stretta su 33 fogli di 11,5 cm incollati l'uno all'altro così da formare un lunghissimo papiro, fittamente scritto da entrambi i lati. Il manoscritto, che scomparve durante la presa della Bastiglia, venne fortunosamente ritrovato da Iwan Block nel 1904, ma dovette ancora attendere fino al 1931-35 prima d'esser dato alle stampe.
Nel 1787 scrive la prima versione di Justine, quella più breve intitolata semplicemente Le disavventure della virtù.
Tra il 1787-88 scrive una serie di 24 racconti, che saranno pubblicati solo postumi nel 1926 sotto il titolo di Storielle e racconti.
Il tema di Aline e Valcour, scritto nel 1788 ma dato alle stampe solo nel 1795, è uno dei più ricorrenti nell'opera dell'autore: c'è una giovane coppia innamorata, ma il padre d'uno dei due sta cercando d'imporre un matrimonio di convenienza. Il romanzo è costituito da diverse trame parallele tra loro, intercalate da due viaggi compiuti da ciascuno dei due giovani. Questo è stato il primo libro che Sade ha fatto pubblicare col suo nome.
Nel 1791 riesce a far pubblicare Justine o le disavventure della virtù, la seconda versione ampliata da lui scritta nel 1788. Descrive qui per filo e per segno le dis-avventure di una ragazza che sceglie la via della virtù, non ricevendone altro premio che abusi ripetuti da parte di donne e uomini libertini che incontra lungo la sua strada; essi, felicemente, la sottopongono alle più sfrenate infamie fino a farla morire.
Del 1795 è La filosofia nel boudoir che racconta l'opera di corruzione morale di una ragazzina appena adolescente, istruita in ciò da alcuni 'educatori', al punto che finisce per procurar la morte della madre nel più crudele dei modi: prima facendola violentare da un gruppo di uomini e poi lasciandola morire di sifilide. La storia è scritta in forma di dialogo teatrale, ed al cui interno v'è anche un ampio pamphlet politico intitolato Francesi, ancora uno sforzo se volete essere Repubblicani, di cui si è parlato nella sezione su Sade politico.
Tra il 1798 e il 1801 scrive e poi pubblica la Storia di Juliette, ovvero le prosperità del vizio, che racconta le avventure della sorella di Justine la quale, scegliendo di rifiutare gl'insegnamenti della Chiesa, adottando invece per sé un sistema di vita basato su un edonismo del tutto amorale, realizza una vita piena di gioie e successo mondano.
Nel 1800 pubblica una raccolta comprendente ben quattro volumi di racconti ed intitolata complessivamente I crimini dell'amore: nell'introduzione fa riferimento anche alla letteratura gotica, considerando Il monaco di Matthew Gregory Lewis superiore alle opere di Ann Radcliffe. Uno dei racconti inseriti in questa raccolta, Florville e Courval, è stato considerato anche come appartenente a tutti gli effetti al genere gotico: è la storia di una giovane donna che, suo malgrado rimane, invischiata in un intrigo incestuoso.
Mentre si trovava nuovamente imprigionato, questa volta a Charenton, ha infine scritto anche tre romanzi di genere storico.
| Anno di pubblicazione | Titolo originale                                        | Titolo italiano                                                                       | Anno del manoscritto                                         |
| --------------------- | ------------------------------------------------------- | ------------------------------------------------------------------------------------- | ------------------------------------------------------------ |
| 1791                  | Justine ou les Malheurs de la vertu                     | Justine o le disavventure della virtù                                                 | 1788, versione ampliata de Les Infortunes de la vertu (1787) |
| 1795                  | Aline et Valcour ou le Roman philosophique              | Aline e Valcour                                                                       | 1788                                                         |
| 1795                  | La Philosophie dans le boudoir                          | La filosofia nel boudoir                                                              | ---                                                          |
| 1799                  | La Nouvelle Justine, ou les Malheurs de la vertu        | La nuova Justine                                                                      | ---                                                          |
| 1800                  | Les Crimes de l'amour, Nouvelles héroïques et tragiques | I crimini dell'amore                                                                  | ---                                                          |
| 1801                  | Histoire de Juliette, ou les Prospérités du vice        | Storia di Juliette, ovvero le prosperità del vizio (continuazione de La nuova Justine | ---                                                          |
| 1813                  | La Marquise de Gange                                    | La marchesa di Gange                                                                  | ---                                                          |
| 1881                  | Dorci, ou la Bizarrerie du sort                         | Dorci, ovvero le stranezze della sorte                                                | 1788                                                         |
| 1904                  | Les 120 journées de Sodome, ou l'École du libertinage   | Le 120 giornate di Sodoma, ovvero la scuola del libertinaggio                         | 1785                                                         |
| 1926                  | Dialogue entre un prêtre et un moribond                 | Dialogo tra un prete e un moribondo                                                   | 1782                                                         |
| 1926                  | Historiettes, Contes et Fabliaux                        | Storielle e racconti                                                                  | 1787-1788                                                    |
| 1930                  | Les Infortunes de la vertu                              | Le disavventure della virtù                                                           | 1787 (versione originaria di Justine)                        |
| 1953                  | Histoire secrète d'Isabelle de Bavière, reine de France | Storia segreta di Isabella di Baviera, regina di Francia                              | 1813                                                         |
| 1954                  | Adélaïde de Brunswick, princesse de Saxe                | Adelaide di Brunswick, principessa di Sassonia                                        | 1812                                                         |
| ---                   | Les Journées de Florbelle ou la Nature dévoilée         | Le giornate di Florebelle o la natura disvelata                                       | Opera distrutta                                              |

| Anno di pubblicazione | Titolo originale                              | Titolo italiano                                    | Anno del manoscritto            |
| --------------------- | --------------------------------------------- | -------------------------------------------------- | ------------------------------- |
| 1781                  | L'Inconstant                                  | L'incostante                                       | ---                             |
| 1783                  | La Double Épreuve, ou le Prévaricateur        | La doppia prova, ovvero il prevaricatore           | ---                             |
| 1783                  | Le Mari crédule, ou la Folle Épreuve          | Il marito credulone, ovvero la folle prova         | ---                             |
| 1800                  | Oxtiern, ou les Malheurs du libertinage       | Oxtiern, ovvero le sfortune del libertinaggio      | Prima rappresentazione nel 1791 |
| 1967                  | Le Philosophe soi-disant                      | Il filosofo autoproclamato                         | ---                             |
| 1970                  | Les Antiquaires                               | Gli antiquari                                      | 1790                            |
| 1970                  | Le Boudoir                                    | La stanza da letto                                 | ---                             |
| 1970                  | Le Capricieux                                 | La capricciosa                                     | ---                             |
| 1970                  | L'Égarement de l'infortune                    | La raffigurazione della sfortuna                   | Parzialmente perduto            |
| 1970                  | Fanni, ou les Effets du désespoir             | Fanni, ovvero gli effetti della disperazione       | 1790                            |
| 1970                  | Les Fêtes de l'Amitié                         | Le feste dell'amicizia                             | 1790                            |
| 1970                  | Franchise et trahison                         | Immunità e tradimento                              | 1790                            |
| 1970                  | Henriette et Saint-Claire                     | Henriette e Saint-Clair                            | Parzialmente perduto            |
| 1970                  | Jeanne Lainé, ou le Siège de Beauvais         | Jeanne Lainé, ovvero l'assedio di Beauvais         | 1812                            |
| 1970                  | Les Jumelles, ou les Choix difficile          | Le gemelle, ovvero la difficile scelta             | ---                             |
| 1970                  | Sophie et Desfrancs, Le Misanthrope par amour | Sophie e Desfrancs, ovvero il misantropo per amore | ---                             |
| 1970                  | Tancrède                                      | Tancredi                                           | Parzialmente perduto            |
| 1970                  | La Tour enchantée                             | La torre incantata                                 | ---                             |
| 1970                  | L'Union des arts                              | L'unione delle arti                                | ---                             |
| ---                   | Henriette, ou la Voix de la nature            | Henriette, ovvero la voce della natura             | ---                             |
| ---                   | La Ruse d'amour, ou les Six Spectacles        | Lo stratagemma dell'amore, ovvero i sei spettacoli | ---                             |
| ---                   | Le Métamiste, ou l'Homme changeant            | Il mutante, ovvero l'uomo cangiante                | ---                             |
| ---                   | Le Suborneur                                  | Lo spergiuto                                       | ---                             |

| Anno di pubblicazione | Titolo originale | Titolo italiano | Anno del manoscritto                                      |
| --------------------- | --- | --- | --------------------------------------------------------- |
| 1791                  | Adresse d'un citoyen de Paris, au roi des Français                                                                        | Discorso di un cittadino di Parigi al re dei Francesi | 1791                                                      |
| 28 ottobre 1792       | Section des Piques. Observations présentées à l'Assemblée administrative des hôpitaux                                     | Sezione di Piques. Osservazioni presentate all'Assemblea amministrativa degli ospedali | 28 ottobre 1792                                           |
| 2 novembre 1792       | Section des Piques. Idée sur le mode de la sanction des Lois, par un citoyen de cette section                             | Sezione di Piques. Proposte sulle modalità di punizione di Luigi, da un cittadino di questa sezione                                                                                                  | 2 novembre 1792                                           |
| 1793                  | Section des Piques. Discours prononcé à la Fête décernée par la Section des Piques, aux mânes de Marat et de Le Pelletier | Sezione di Piques. Discorso pronunciato alla festa di premiazione della sezione di Piques, al cospetto di Marat e Le Pelletier, da Sade, cittadino di questa sezione e membro della Società popolare | 1793                                                      |
| 1793                  | Pétition de la Section des Piques, aux représentants du peuple français                                                   | Petizione della sezione di Piques ai rappresentanti del popolo francese | 1793                                                      |
| 1795                  | Français, encore un effort si vous voulez être républicains                                                               | Francesi, ancora uno sforzo se volete essere Repubblicani | 1795, pubblicato come inserto de La filosofia nel boudoir |
| ---                   | Projet tendant à changer le nom des rues de l'arrondissement de la Section des Piques                                     | Progetto di modifica dei nomi delle vie della circoscrizione della sezione di Piques | ---                                                       |

| Anno di pubblicazione | Titolo originale                                            | Titolo italiano                                            | Anno del manoscritto      |
| --------------------- | ----------------------------------------------------------- | ---------------------------------------------------------- | ------------------------- |
| 1952                  | Séide, conte moral et philosophique                         | Il fanatico, racconto morale e filosofico                  | Mercure de France N° 1070 |
| 1956                  | Cent onze Notes pour la Nouvelle Justine                    | Centoundici note sulla Nuova Justine                       | 1791                      |
| 1964                  | Notes pour les Journées de Florbelle, ou la Nature dévoilée | Appunti sulle giornate di Florebelle, o la Natura rivelata | ---                       |
| ---                   | Le Portefeuille d'un homme des lettres                      | Il portafogli di un uomo di lettere                        | ---                       |

| Anno di pubblicazione | Titolo originale                                           | Titolo italiano                                                | Anno del manuscritto |
| --------------------- | ---------------------------------------------------------- | -------------------------------------------------------------- | -------------------- |
| 1801                  | L'Auteur des Crimes de l'amour à Villeterque, folliculaire | L'autore de "I crimini dell'amore" a Villeterque, un resoconto | ---                  |
| 1953                  | Cahiers personnels                                         | Carteggi personali                                             | 1803-1804            |
| 1967                  | Voyage de Hollande en forme de lettres                     | Viaggio in Olanda                                              | 1769                 |
| 1967                  | Voyage d'Italie                                            | Viaggio in Italia                                              | 1784                 |
| 1967                  | Opuscules sur le théâtre                                   | Opuscoli sul teatro                                            | ---                  |
| 1967                  | Mélanges de prose et de vers                               | Assortimento di prosa e versi                                  | ---                  |
| 1970                  | Journal                                                    | Diario                                                         | 1807-1808-1814       |
| ---                   | Correspondance                                             | Corrispondenza                                                 | ---                  |

| Anno di pubblicazione | Titolo originale                                       | Titolo italiano | Anno del manoscritto |
| --------------------- | ------------------------------------------------------ | --- | -------------------- |
| ---                   | Lettre au citoyen Gaufridy                             | Lettera al cittadino Gaufridy | ---                  |
| ---                   | L'ogre Minski - Le pape Braschi                        | L'orco Minski seguito da Il papa Braschi | ---                  |
| ---                   | Discour contre Dieu                                    | Discorso contro Dio | ---                  |
| ---                   | Le Carillon de Vincennes                               | Il carrillon di Vincennes (epistolario) | ---                  |
| ---                   | La Vanille et la Manille                               | La vaniglia e la manilla (epistolario) | ---                  |
| ---                   | Pauline et Belval, ou les Victimes d'un amour criminel | Pauline e Belval, ovvero le vittime di un amore criminale (autore incognito [M. R***], testo corretto da Sade, che probabilmente redasse la prefazione) | ---                  |
| ---                   | Zoloé et ses deux acolythes                            | Zoloé e le sue due compagne, ovvero alcune decadi della vita di tre bellezze (anonima, attribuita erroneamente a Sade)                                  | ---                  |

In italiano, oltre alle Opere scelte a cura di Elémire Zolla (1961, presso Longanesi), Gian Piero Brega (1962 presso Feltrinelli) e Paolo Caruso (1976 e successive, ne «I Meridiani» Mondadori), l'unica traduzione integrale di tutte le opere è quella a cura di Gianni Nicoletti per Newton Compton (1993); singole opere sono sparse poi per molte case editrici.

### Critica letteraria e analisi
I romanzi del Marchese de Sade, descritti da Georges Bataille come "un'apologia del crimine"", intesi spesso come opere di "demenza libertina", continuarono ad essere diffusi clandestinamente - in quanto proibiti - per tutto il XIX secolo. Il loro divieto, prima della "normalizzazione" avvenuta attorno alla metà del '900, li ha resi leggendari: "L'aura di leggenda nera che per quasi due secoli li accompagnò, inserisce di diritto il suo autore tra i più grandi "maledetti" della letteratura universale. Una leggenda forgiata già durante la sua esistenza, fino al punto di desiderar in punto di morte lui stesso scomparire dalla memoria degli uomini. Ma non era davvero un tale desiderio che ha sostenuto Sade, ma soltanto la conclusione di una persecuzione assurda e ingiusta e che sarebbe proseguita fino al XX secolo... Se c'è un autore in cui l'identificazione, o meglio, la confusione tra la scrittura e la persona, questi è certamente Sade." Per Bataille Sade rappresenta la parte maledetta di cui parla nei suoi studi sulla ritualità carnascialesca (nel periodo del marchese raffigurata anche dai cortei iconoclasti del culto della Ragione) come Théorie de la Religion (1973) e specialmente La Part maudite, (1949), L'Erotisme (1957) e La littérature et le Mal (1957). Nel rito esiste, secondo l'antropologo e scrittore, una parte sacra offerta come "spreco" (depense) e nel descrivere i principi di un'economia generale dell'inconscio collettivo, Bataille prende in considerazione tutti i movimenti di energia sulla terra, e in particolare quelli degli esseri viventi, e pone il problema per i vivi, e quindi l'uomo, della dissipazione dell'energia in eccesso, che si manifesta collettivamente e individualmente tramite pulsione di morte e sessualità, la cosiddetta "parte maledetta", espressione dell'Ombra archetipica junghiana, legata a doppio filo in alcune culture (si veda la sacertà). Sade è espressione letteraria di questa sublimazione.
I decadenti convertiti al cattolicesimo Barbey d'Aurevilly e Joris-Karl Huysmans lo avvicinano invece al satanismo, rilevando come altri critici l'affinità dei romanzi sadiani con vicende storiche di crimine come quelle di Gilles de Rais o Erzsébet Báthory, intrecciate ad esoterismo e occultismo mescolati a pratiche blasfeme, magico-sessuali e libertine (come l'affare dei veleni sotto Luigi XIV) o alle pratiche dissolute del reggente Filippo d'Orleans (ateo comunque interessato all'esoterismo).
Per Elémire Zolla Sade rappresenta il culmine e la fine dell'illuminismo, portato all'estremo e finito nell'irrazionalismo, avvicinandosi nella sua estasi sensuale dionisiaca, al male assoluto, e tuttavia riconosce che sadismo e masochismo stanno naturalmente alla radice dell'istinto dell'Io umano; secondo Zolla e Julius Evola si avvicina alla forma di ciò che l'esoterismo chiama la via della mano sinistra alla conoscenza assoluta (es. tantrismo, magia sessuale), ma spogliata dalla trascendenza e dallo spiritualismo, quindi, commentando anche rapporto di Sade col surrealismo e l'arte, si tramuta in una perdita di bellezza (opposto alla santità proprio in rapporto al bello) e in un culto della forza fino a sé stessa che non ha più nulla di spirituale.
(Elémire Zolla)

In Metafisica del sesso scrive Evola riguardo al rapporto di Sade con l'esoterismo:
(J. Evola)
Oltre ai detti surrealisti, a Dostoevskij e a de Beauvoir, Sade è stato attenzionato dalla critica innumerevoli volte. Il citato Pierre Klossowski, nel suo libro del 1947, Sade prossimo mio (intitolato anche Sade il mio vicino e in originale Sade Mon Prochain), reputò la filosofia sadiana come precorritrice del nichilismo, negante sia i valori cristiani sia quelli del materialismo propri dell'Illuminismo, e in Le philosophe scélérat, dove Klossowski ribalta l'impostazione radicalmente teologica del suo primo testo, che ruota intorno nozione di un Dio che, morendo, porta via con sé anche la concezione di Io e il conseguente concetto di identità, in quanto non vi è secondo il critico un Io senza un Dio che presieda alla sua unità.
Uno dei saggi contenuti nella raccolta redatta da Max Horkheimer e Theodor Adorno Dialettica dell'illuminismo (1947), intitolato Juliette o illuminismo e morale, interpreta l'atteggiamento senza scrupoli e profondamente calcolatore della protagonista de L'Histoire de Juliette come una vera e propria incarnazione della filosofia posta alla base dell'Illuminismo materialista. Analogamente lo psicanalista Jacques Lacan, in un suo saggio del 1966 dal titolo Kant avec Sade giudicò l'etica sadiana un complemento dell'imperativo categorico originariamente postulato da Immanuel Kant.
In un suo libro del 1988 intitolato Political Theory and Modernity, William E. Connolly analizza la Filosofia nel boudoir, reputandolo un elemento di rottura rispetto alla tradizionale posizione dei filosofi politici, in primis Rousseau e Hobbes, e ai loro tentativi di riconciliazione tra natura, ragione e virtù, fondamento e condizione necessaria di una società razionalmente strutturata.
Nel saggio The Sadeian Woman: And the Ideology of Pornography (1979), Angela Carter fornisce invece una lettura di taglio femminista, giudicandolo positivamente come un "pornografo morale" che nei suoi scritti ha lasciato ampi spazi all'azione di personaggi femminili, rovesciando la posizione di un'altra femminista, Andrea Dworkin, che aveva criticato de Sade come misogino, facendo propria l'idea che la pornografia porti inevitabilmente alla violenza sessuale. Susie Bright ha trovato sorprendenti parallelismi tra il primo racconto della Dworkin, Ice and Fire, incentrato sulla violenza e sull'abuso, reputandolo una riscrittura in chiave moderna del libro sadiano Juliette.

In riferimento all'influenza di Sade, tra cui, come detto, quella sul gotico e l'horror, generi di cui si occupò il marchese stesso, secondo Mario Praz egli fu l'implicito precursore del gotico-romantico del XIX secolo, ad esempio della figura del vampiro, nonostante il critico abbia sostenuto che la sua scrittura sia inferiore ai suoi epigoni ottocenteschi:
(Mario Praz, La carne, la morte e il diavolo nella letteratura romantica, capitolo "All'insegna del Divin Marchese")

## Opere su Sade o tratte dai suoi romanzi

### Teatro
- L'opera di Peter Weiss intitolata The Persecution and Assassination of Jean-Paul Marat o brevemente Marat/Sade, è una descrizione immaginaria della vita di Sade a Charenton. In questa trasposizione, il marchese è dipinto come un cinico, che in ogni sua azione è guidato dai sensi. La sua figura viene posta in contrasto con quella di Jean-Paul Marat, simboleggiante lo spirito della rivoluzione.[59]
- Lo scrittore giapponese Yukio Mishima scrisse un'opera teatrale intitolata Madame de Sade.
- Lo scrittore e attore canadese Barry Yzereef ha scritto il testo di una rappresentazione intitolata Sade, un monologo del marchese ambientato nella prigione di Vincennes.
- Doug Wright ha realizzato una commedia, Quills, surreale descrizione dei tentativi di censura attuati contro Sade a Charenton; la rappresentazione teatrale è stata adattata per la realizzazione di un film omonimo.
- La Fura dels Baus hanno messo in scena una loro produzione, XXX, basata sulle opere e sul pensiero di Sade.
- Lost Cherry Orchard è un dramma interpretato dalla compagnia teatrale ceca Depressed Children Long for Money (Depresivní děti touží po penězích) ed è basato su La filosofia nel boudoir di Sade e su Il giardino dei ciliegi di Anton Čechov.

### Cinema
La vita e gli scritti di De Sade hanno ispirato numerose pellicole. Fra i registi che hanno lavorato su Sade spiccano in particolare i nomi di Luis Buñuel (il primo cineasta a citare Sade in un film), Peter Brook, Jesús Franco e Pier Paolo Pasolini. Rappresentazioni delle opere di Sade cominciarono ad apparire a partire dal periodo surrealista. Ecco una lista di alcuni film (tralasciando gli innumerevoli a carattere esclusivamente pornografico) basati sulla sua vita e sulle sue opere letterarie:
- L'âge d'or (1930), nato dalla collaborazione tra il regista Luis Buñuel e l'artista surrealista Salvador Dalí. La scena finale, ispirata alle 120 giornate di Sodoma, mostra una conclusione, non presente nel libro, con i libertini, accompagnati da una figura cristologica, impersonata dall'attore Lionel Salem, che emergono dal loro rifugio nel castello di Silling. La figura di De Sade ritornerà, interpretata da Michel Piccoli, nel successivo film La via lattea, diretto da Buñuel nel 1969.
- Il teschio maledetto (1966), film horror britannico basato sul racconto di Robert Bloch intitolato The Skull of the Marquis de Sade. Peter Cushing interpreta un collezionista il cui corpo viene posseduto dallo spirito del Marchese quando entra in possesso del cranio di questi. Il marchese appare nel prologo come un corpo in decomposizione dissepolto da un saccheggiatore di tombe. In un'altra scena un personaggio fa un breve racconto della vita di Sade, enfatizzandone le reputazione di "uomo nero".
- Marat-Sade, Il film del 1966, (titolo originale Marat/Sade) diretto da Peter Brook, che diresse anche la prima produzione in lingua inglese su questo soggetto. Patrick Magee interpreta il Marchese.
- Justine ovvero le disavventure della virtù (in francese Marquis de Sade: Justine) , diretto da Jesús Franco (1968). Klaus Kinski assume le vesti del Marchese, apparendo nella cella mentre scrive il romanzo cui fa riferimento il titolo. Romina Power interpreta invece la protagonista.
- La via lattea
- De Sade 70 (conosciuto anche con il titolo La filosofia nel boudoir; titolo per Germania e Spagna: Eugenie... The Story of Her Journey into Perversion; titolo per il mondo anglofono: Philosophy in the Boudoir) (1969). Un altro film di Franco, con Christopher Lee nel ruolo di Dolmancé.
- De Sade (1969), versione romanticizzata della vita di de Sade, scritto da Richard Matheson e diretto da Cy Endfield. Al momento della sua proiezione ebbe grande notorietà e vari contenuti sessuali in esso presenti vennero ripresi da Playboy per una serie di pubblicazioni a essi ispirata. Keir Dullea interpreta il Marchese (che nel film viene chiamato con il nome Louis-Aldonze-Donatien) in un cast che include tra gli altri Lilli Palmer, Senta Berger, Anna Massey, e John Huston.
- De Sade 2000 (Eugénie, conosciuto anche con il titolo Eugénie de Sade), un altro adattamento di Jesús Franco (1970). Questa volta Franco ripropone il testo "Eugénie de Franval", collocandolo nel XX secolo.
- Justine de Sade, diretto da Claude Pierson (1972).
- Salò o le 120 giornate di Sodoma, diretto da Pier Paolo Pasolini (1975). Il romanzo sadiano viene collocato nell'Italia fascista.
- Cruel Passion (1977), una riproposizione di De Sade's Justine, con Koo Stark nelle vesti dell'eroina vittima di innumerevoli sevizie.
- Waxwork - Benvenuti al museo delle cere (1988), un horror. In questo film le persone, una volta disegnate su dei tableaux in una camera degli orrori, entrano nelle vite di coloro che erano originariamente rappresentati. Due personaggi sono così trasportati nel mondo del Marchese, dove vengono torturati da Sade (J. Kenneth Campbell) e da un Principe, interpretato da Anthony Hickox.
- Marquis (1989), una produzione franco-belga che combina l'utilizzo di pupazzi e l'animazione per descrivere la vita del Marchese (doppiato da François Marthouret) mentre è imprigionato nella Bastiglia.
- Le notti proibite del Marchese De Sade [Night Terrors, titolo in inglese] (1993), un film horror di Tobe Hooper, che pone l'accento sulla natura malvagia del Marchese. La rappresentazione degli ultimi giorni del marchese viene intercalata con la vicenda di un suo discendente contemporaneo, un serial killer. Tobe Hooper è il regista, mentre l'icona horror Robert Englund interpreta de Sade e il suo discendente.
- Marquis de Sade (1996). Il Marchese (Nick Mancuso) seduce una giovane vergine dalla sua cella ove è rinchiuso.
- Sade - Segui l'istinto (2000), diretto da Benoît Jacquot. Daniel Auteuil interpreta de Sade, imprigionato in una villa in campagna con altri nobili a causa della rivoluzione. Troviamo il marchese impegnato nell'educazione sessuale e filosofica di una giovane.
- Quills - La penna dello scandalo (2000), un adattamento dell'opera teatrale di Doug Wright fatta dal regista Philip Kaufman. Si tratta di una versione romanticizzata degli ultimi giorni di Sade, che si interroga sulla questione della pornografia e della responsabilità sociale. Troviamo Geoffrey Rush nel ruolo di Sade in un cast che include anche Kate Winslet, Joaquin Phoenix, e Michael Caine. Il film ritrae Sade come un paladino della libertà di espressione, in un'ottica più ampia di critica alla censura dei giorni nostri.[61]
- Lunacy o Šílení (2005): produzione ceca diretta da Jan Švankmajer. Trae ispirazione sia dai racconti del terrore di Edgar Allan Poe sia dalle opere del marchese de Sade.
- L'educazione sentimentale di Eugénie (2005), regia di Aurelio Grimaldi, rivisitazione de La filosofia nel boudoir

### Programmi televisivi
- Markisinnan De Sade: telefilm di Ingmar Bergman del 1992.

### Letteratura
- Il pornografo Restif de la Bretonne contemporaneo di de Sade e suo rivale pubblicò nel 1793 un romanzo intitolato Anti-Justine.
- Anon., Le Marquis de Sade, ses aventures, ses œuvres, Fayard, 1885. Pubblicato originariamente su L'Omnibus.
- Rachilde, La Marquise de Sade, 1887, nuova edizione Gallimard, 1996
- Georges Bataille utilizzò le tecniche di scrittura di Sade applicate per descrivere trasgressioni sessuali al fine di scioccare e provocare il lettore.
- Bloch ha scritto anche un racconto intitolato The Skull of the Marquis de Sade, nella quale si racconta di un collezionista il cui corpo viene impossessato dallo spirito del marchese dopo essere entrato in possesso del cranio di questi. La storia è stata adattata nel film The Skull (1966), con Peter Cushing e Patrick Wymark.
- Lo scrittore polacco Stanisław Lem ha scritto un saggio nel quale analizza gli argomenti della teoria dei giochi esposti nella novella di Sade Justine.
- The Marquis Doll Adventures, una novella di Paula Hopkins, delinea un mondo futuro abitato da personaggi dai tratti sadiani.

### Musica
- La canzone del 1990 Sadeness (così come la raccolta di cui è parte, Principles of Lust), creata dal "musical project" Enigma, è un omaggio al marchese de Sade, che ne è anche il tema ispiratore.
- Il DJ e produttore olandese Dov J. Elkabas, noto come The Prophet, ha usato il nome "MarQuiz De Sade" per la pubblicazione del vinile MarQ 1. Tale disco contiene le tracce Sadizm, The Brother MarQuiz e S.O.A.B.
- Il cantautore italiano Immanuel Casto ha citato più volte il Marchese de Sade nel brano Bondage, terza traccia della raccolta musicale Porn Groove 2004/2009.

### Fumetti
- Il Marchese de Sade è stato il protagonista di un omonimo fumetto avventuroso ed erotico italiano, De Sade, pubblicato negli anni settanta dalla Ediperiodici, casa editrice specializzata nella fumetteria per adulti a sfondo sadico e horror.
- È anche uno dei personaggi della serie a fumetti The Invisibles di Grant Morrison. In particolare, i protagonisti della serie compiono un viaggio "psico-temporale" nella Francia del Terrore allo scopo di riportare con loro nel presente lo spirito di de Sade. Tuttavia, a causa dell'interposizione dei loro nemici rimangono intrappolati in un mondo fittizio in cui le 120 giornate di Sodoma sono la realtà. Alla fine però riescono nel loro intento e il marchese, ambientato ai giorni nostri, finisce per costruire un colossale accumulatore orgonico grazie a tutte le sue conoscenze nel campo della sessualità distorta.
- Guido Crepax, nelle sue "graphic novels", traspone in forma attenuata il romanzo di Justine.
- Il personaggio della DC Comics Desaad, creato da Jack Kirby in Nuovi Dei #2 (1971), è ispirato a De Sade. La sua assistente, Lady Justeen, creata da Walter Simonson in Orion #1 (2000), è analogamente ispirata alla sadiana Justine.

## Conclusione

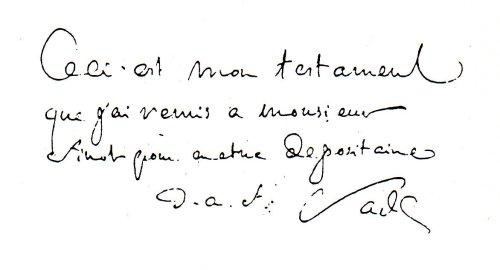
Estratto del testamento manoscritto del Marchese. Nell'ultima riga si vede la firma: D.A.F. Sade

Il 2 dicembre 1814 Sade muore. Due giorni dopo, contro la sua volontà, il figlio Claude-Armand lo fa seppellire nel cimitero di San Maurizio di Charenton, dopo una cerimonia religiosa di routine, nonostante il dichiarato ateismo del padre. Il figlio bruciò anche molti dei manoscritti inediti rimasti, tra cui il lavoro in più volumi Les Journées de Florbelle. Il suo cranio è stato riesumato anni dopo per sottoporlo a studi di frenologia.
L'inventario dei beni materiali lasciati è il seguente: 40 franchi e 50 centesimi, un ritratto ad olio del padre, 4 miniature, pacchetti di documenti, una cassa contenente 21 manoscritti, una libreria di 269 volumi tra cui il Don Chisciotte della Mancia e le opere complete di Jean-Jacques Rousseau e di Voltaire, poi Le ricreazioni matematiche, L'arte di comunicare le idee, un Saggio sulle malattie pericolose, Il pornografo di Restif de la Bretonne ed infine una Storia della Maschera di ferro.

### Appendice
Nel mese di agosto 2012 la Corea del Sud ha proibito per "estrema oscenità" la pubblicazione delle 120 giornate; Jang Tag Hwan, membro della commissione di stato per l'etica editoriale, ha ordinato il ritiro immediato dalla vendita nonché la distruzione di tutte le copie già stampate del romanzo. Ha spiegato che la descrizione dettagliata di atti sessuali commessi con minorenni, oltre alle pratiche di sadismo, incesto, bestialità e necrofilia, è stata fattore determinante nella decisione di considerare come "nociva" la sua pubblicazione. Il divieto è stato successivamente rimosso in considerazione del valore letterario dell'opera.